# Paracoccidioidomycosis
Paracoccidioidomycosis of de ziekte van Lutz-Splendore-Almeida is een infectie met de schimmel Paracoccidioides brasiliensis. De aandoening komt voor in Midden- en Zuid-Amerika.
Besmetting treedt op door inhalatie van sporen afkomstig uit vochtige aarde of water. Paracoccidioidomycosis is met name een longaandoening, die meestal asymptomatisch verloopt. Een uitgebreide paracoccidioidomycosis geeft ulceratieve beschadiging van het slijmvlies van de bovenste luchtwegen en het maag-darmkanaal en in zeldzame gevallen aantasting van andere interne organen.